# بطولة طوكيو للشباب في قطاع غزة
بطولة طوكيو للشباب في قطاع غزة هي بطولة تحت رعاية دولة اليابان والأمم المتحدة كدعم للشعب الفلسطيني والشباب الفلسطينيين تحت 19 سنة بمشاركة الاتحاد الفلسطيني لكرة القدم.
أقيمت 3 مرات وستقام في تاريخ 26 فبراير من عام 2021 للمرة الرابعة.
وأخر مرة أقيمت في سنة 2019 توج بها نادي اتحاد خانيونس على نادي خدمات البريج في نهائي قطاع غزة أما في نهائي فلسطين ففاز على نادي شباب الخليل.

## السنوات
| السنة | البطل         | النتيجة        | الوصيف         | ملاحظات             |
| ----- | ------------- | -------------- | -------------- | ------------------- |
| 2016  | خدمات رفح     | 5–1            | خدمات البريج   |                     |
| 2017  | خدمات رفح     | 1–0            | اتحاد الشجاعية |                     |
| 2019  | اتحاد خانيونس | 3–2            | خدمات البريج   |                     |
| 2021  | الصداقة       | 0–0 (3–2) (ج.) | هلال غزة       | فرع الشمال وغزة.    |
| 2021  | اتحاد خانيونس | 2–2 (4–1) (ج.) | خدمات خانيونس  | فرع الوسطى والجنوب. |

## الإحصائيات
| الفريق         | عدد مرات الفوز | عدد مرات الوصافة | سنوات الفوز | سنوات الوصافة |
| -------------- | -------------- | ---------------- | ----------- | ------------- |
| اتحاد خانيونس  | 2              | 0                | 2019 ، 2021 | –             |
| خدمات رفح      | 2              | 0                | 2016 ،2017  | –             |
| الصداقة        | 1              | 0                | 2021        | –             |
| خدمات البريج   | 0              | 2                | –           | 2016 ،2019    |
| هلال غزة       | 0              | 1                | –           | 2021          |
| خدمات خانيونس  | 0              | 1                | –           | 2021          |
| اتحاد الشجاعية | 0              | 1                | –           | 2017          |